# جان يفبفر
جان يفبفر (بالفرنسية: Jean Lefebvre)‏ هو تاجر فرنسي، ولد في 1714، وتوفي في 1760.